# پوبلوریکو
پوبلوریکو (انگلیسی: Pueblorrico)یک منطقه مسکونی در کشور کلمبیا است.